# 파라다이스 (음악 그룹)
파라다이스는 대한민국의 팝페라 그룹이다. 2017년 싱글 《PARADISE》로 데뷔했다.

## 방송
- 보컬플레이 1 (2018)

## 음반
- PARADISE (2017)
- Again (2017)
- 하성호와 서울팝스 29주년 기념음악회 (2017)
- 연(戀) (2020)

## 공연
- 하성호와 서울팝스 29주년 기념음악회 (2017)